# Kalzeubé Pahimi Deubet
Kalzeubé Pahimi Deubet, né le 1er janvier 1957, est un homme politique tchadien, nommé Premier ministre le 21 novembre 2014 par le président Idriss Déby à la suite de la démission de Joseph Djimrangar Dadnadji.

## Biographie
Il avait déjà été à la tête des ministères de la Fonction publique, de la Justice ou de la Communication. Ancien gouverneur de la région du Chari-Baguirmi et du Bahr el-Ghazal, il est aussi l'ancien chef de cabinet du Président de la République et l'ancien directeur général de la société nationale Coton Tchad. Économiste de formation, il a exercé le métier d'enseignant.
Le 11 mai 2018, il est nommé ministre d'État, ministre secrétaire général à la présidence de la République.
Le 1er décembre 2019, Kalzeubé Pahimi Debeut est placé en garde à vue à la suite d'une plainte déposée par l'inspection générale d'État. Il est accusé de Complicité  d’escroquerie, abus de fonction et tentative de détournement des deniers publics. Le 8 janvier 2020, l'ancien Premier ministre est blanchi par la justice.